# Rapla (Nepal)
Rapla (en nepalí, राप्ला) es una localidad de Nepal, su población era en el año 2000 de 1.207 habitantes. Se encuentra situada en el extremo occidental del país, en el distrito de Darchula, Mahakali. Al oeste del término municipal se sitúa la frontera internacional con la India. Al norte limita con el municipio de Byash, al este con Ghusa y al sur con Sunsera y Sitaula.